# Schariwka
Schariwka (ukrainisch Шарівка; russisch Шаровка Scharowka) ist eine Siedlung städtischen Typs im Nordwesten der ukrainischen Oblast Charkiw mit etwa 1700 Einwohnern (2015).

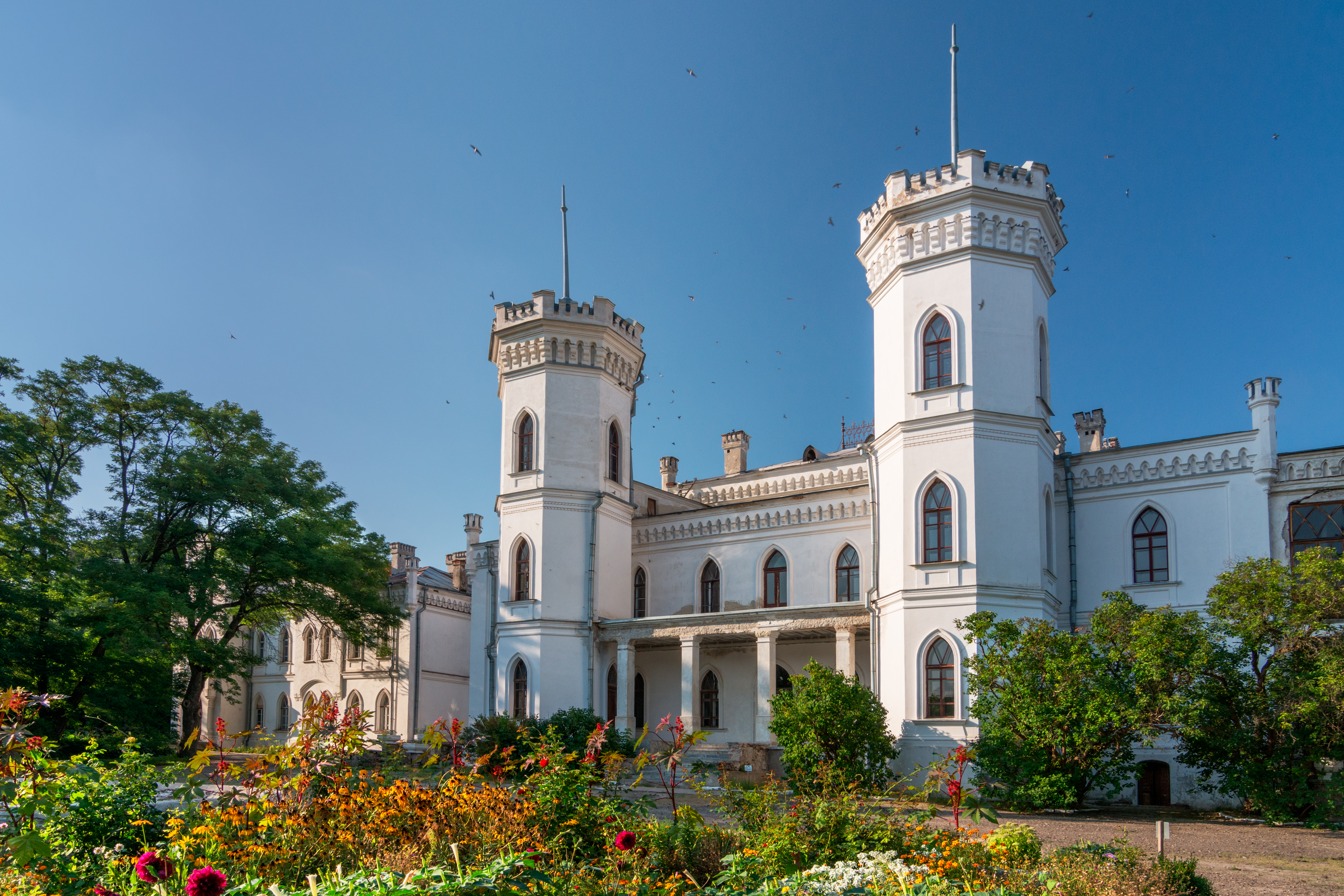
Schloss im Ort

## Geografie
Die 1700 gegründete Ortschaft ist seit 1938 eine Siedlung städtischen Typs liegt am Ufer des Mertschyk (Мерчик), einem 43 km langen Nebenfluss der Merla (Мерла, Nebenfluss der Worskla), im Süden des Rajon Bohoduchiw. Die Siedlung befindet sich 75 km westlich vom Oblastzentrum Charkiw und 25 km südwestlich vom Rajonzentrum Bohoduchiw.
Am 12. Juni 2020 wurde die Siedlung ein Teil der neugegründeten Stadtgemeinde Bohoduchiw, bis dahin bildete sie zusammen mit dem Dorf Marjine (Мар'їне) sowie der Ansiedlung Perschotrawnewe (Першотравневе) die gleichnamige Siedlungsratsgemeinde Schariwka (Шарівська селищна рада/Schariwska selyschtscha rada) im Süden des Rajons Bohoduchiw.

## Sehenswürdigkeiten
Im Ort befindet sich, inmitten eines Schlossparks, der Schariwka-Palast (Шарівський палац) aus dem 19. Jahrhundert, den 1881 der Zuckerbaron Leopold Koenig erwarb.

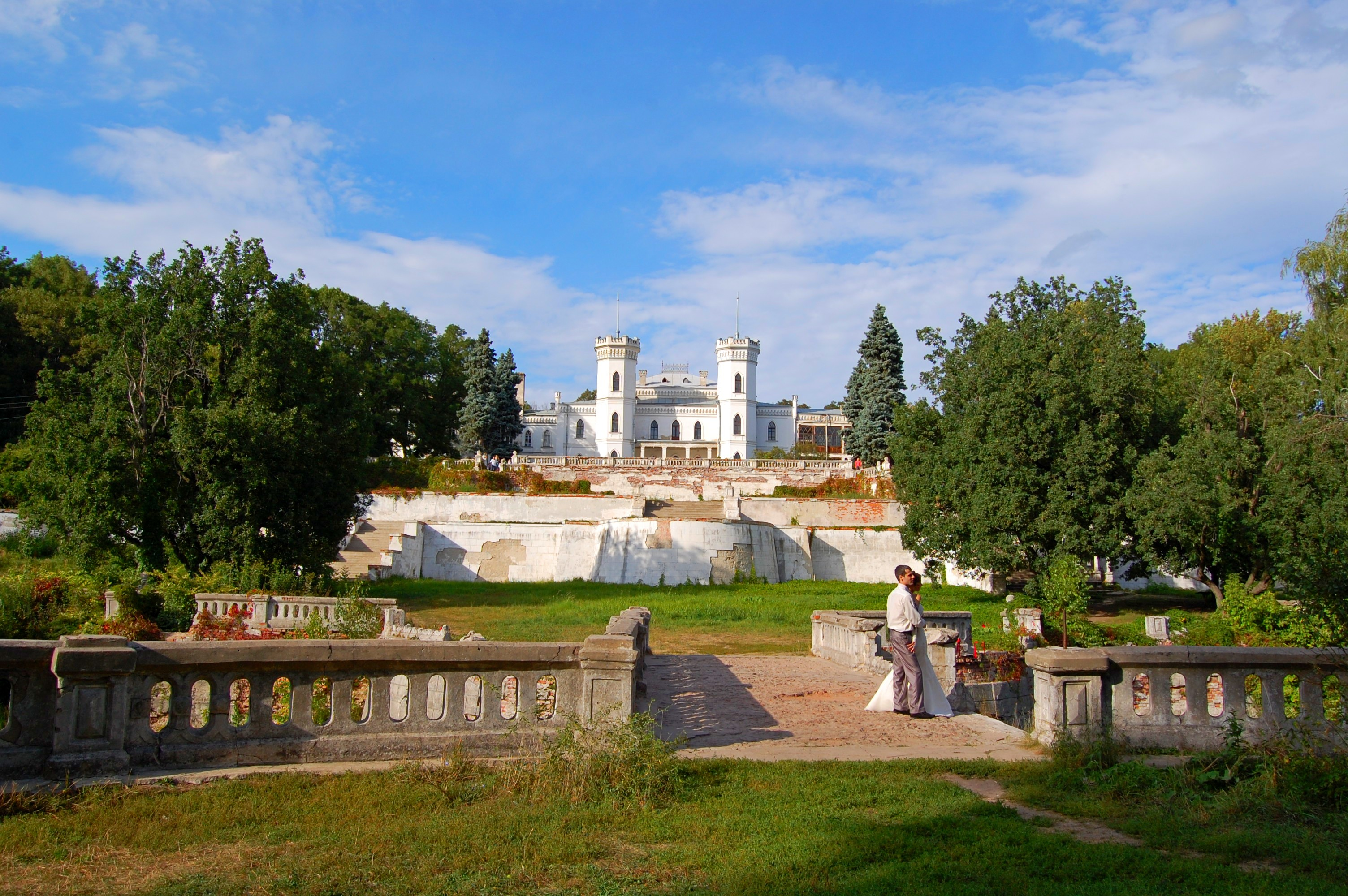
Schariwka-Palast aus dem 19. Jahrhundert